# Andreas Hofgaard Winsnes
Pour les articles homonymes, voir Winsnes.
Andreas Hofgaard Winsnes, né le 25 octobre 1889 et mort le 9 juillet 1972, est un historien littéraire et éducateur norvégien.

## Biographie
Winsnes naît en 1889 à Nord-Odal en Norvège. Il est le fils de Frederik Vilhelm Vinsnes (1837-1920) et d'Agnete Helweg (1850-1918). Il termine son examen artium en 1908 à l'école de la cathédrale d'Oslo. Il devient Cand.philol. de l' Académie royale des beaux-arts du Danemark en 1913 et   Philos. doctor en 1920 .
En 1937, Winsnes devient maître de conférences en littérature allemande et est nommé professeur à l'Université d'Oslo à partir de 1937. Pendant la Seconde Guerre mondiale, il devient directeur du Norwegian-British Institute à Londres de 1942 à 1945. Après la guerre, il est rédacteur en chef de Samtiden de 1945 à 1946. En 1953, il fait partie des fondateurs de l'Académie norvégienne ( Det Norske Akademi pour Språk og Litteratur ). Il  occupe le poste de professeur d'analyse philosophique du langage à l'Université d'Oslo jusqu'à sa retraite en 1959, .
Winsnes est principalement associé à l'histoire littéraire Norsk litteraturhistorie. I - VI. Composé de quatre volumes qui sont publiés entre 1924 et 1937, il s'agit d'une œuvre réalisée en collaboration avec  Francis Bull, Fredrik Paasche et Philip Houm. Parmi ses autres œuvres on peut citer sa thèse sur Johan Nordahl Brun de 1919 et les biographies de Sigrid Undset et de Hans E. Kinck.